# 施特凡广场

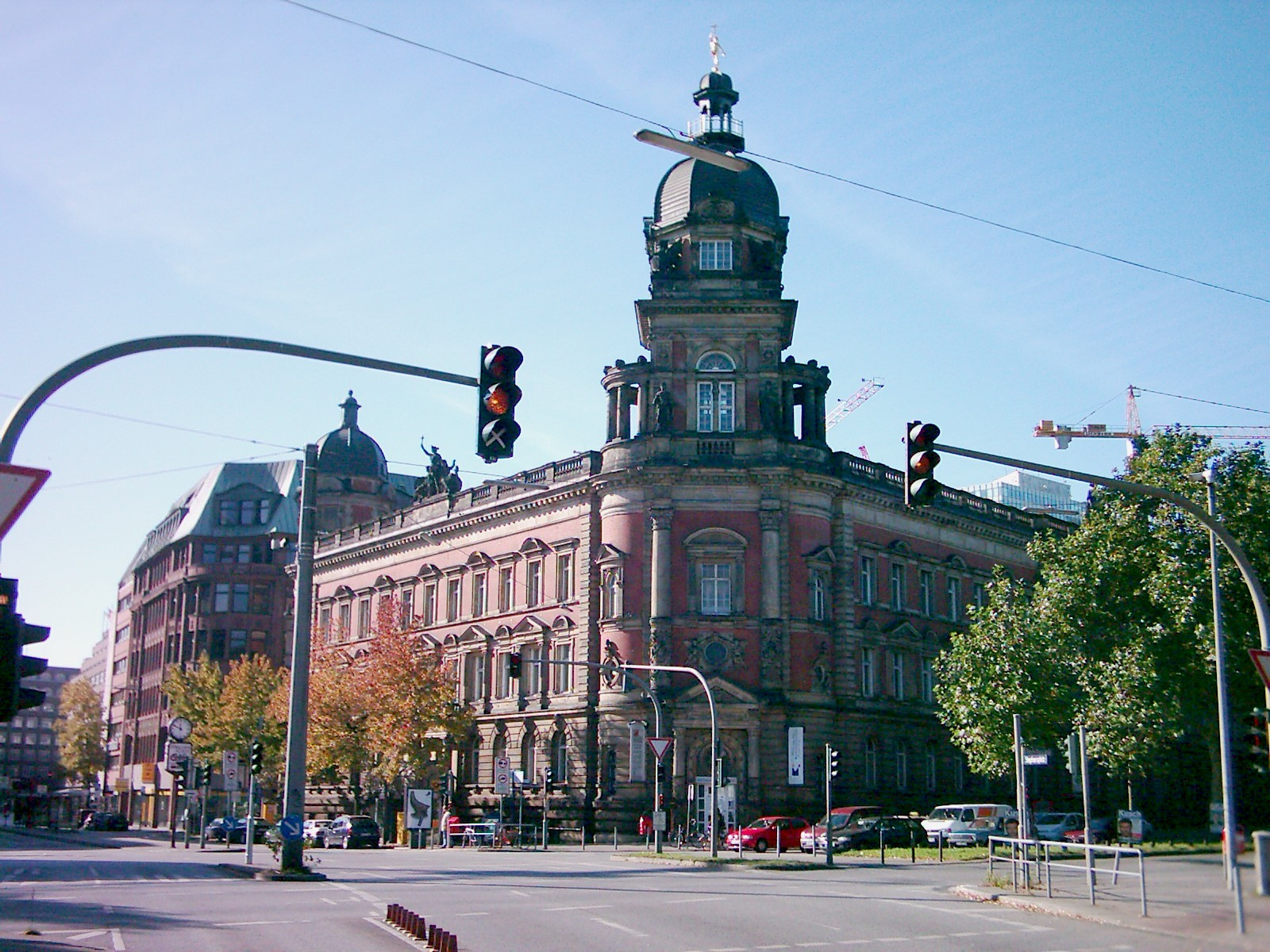

施特凡广场（Stephansplatz）是德国汉堡的一个广场，位于汉堡新城，达姆门地区和汉堡达姆门车站以南，Dammtordamm、汉堡环城路、达姆门街几条街在此交汇。广场以德意志帝国邮政总长海因里希·冯·施特凡命名，他在创立万国邮政联盟中扮演重要角色。

## 历史

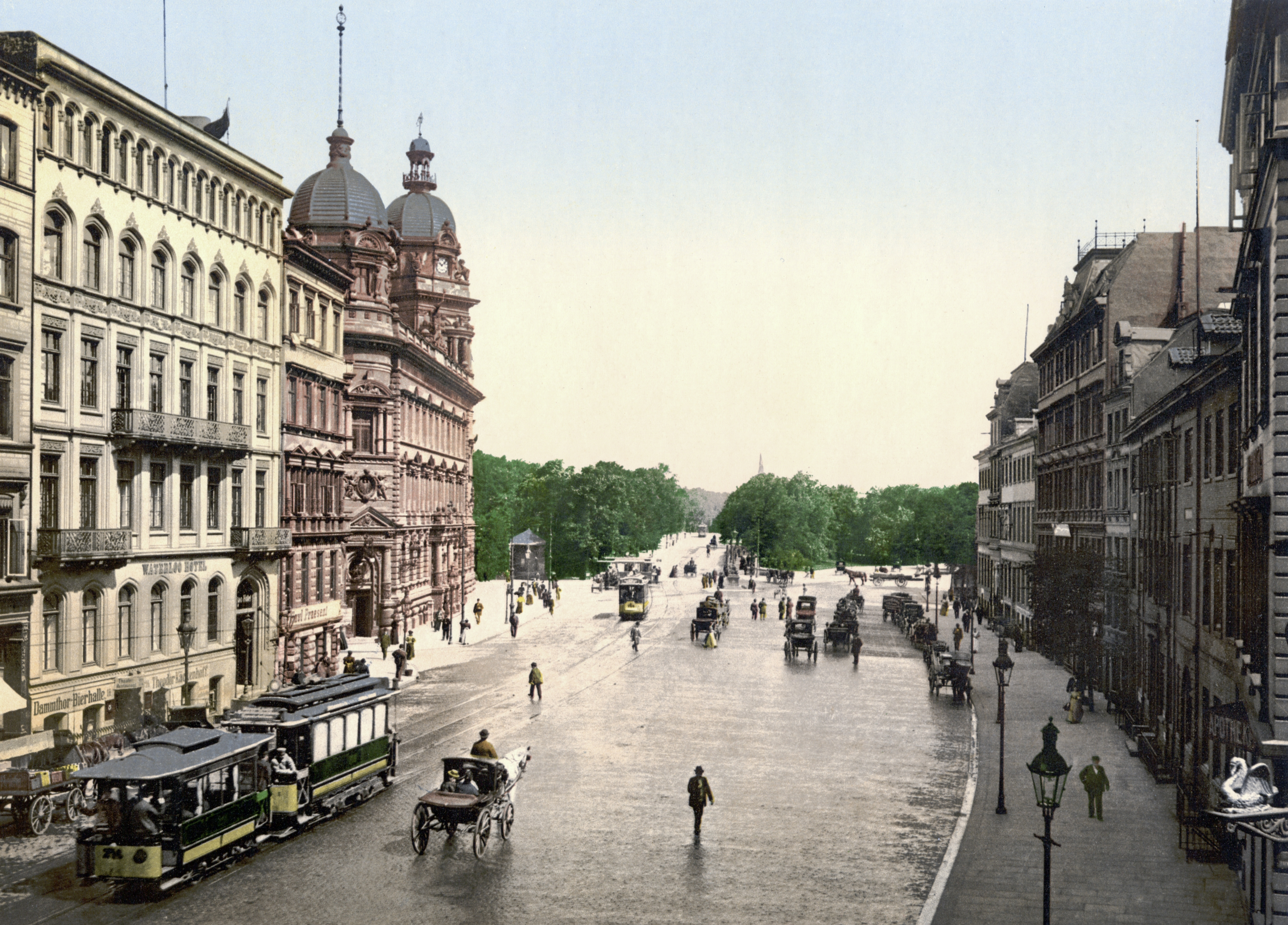

现存最古老的建筑是新古典主义风格的环城路/达姆门街的转角建筑，建于1829年。它曾经计划拆除，但后来被保护为遗产。屋顶部分进行了重新设计。
施特凡广场命名于1887年，邮政管理局大楼落成之际。该建筑在1997年列为保护建筑。但在2011年烧毁，只有立面和门厅保存下来，其他部分按类似风格重建。汉堡通讯博物馆曾经设于该建筑内，已于2009年关闭。
广场上的历史建筑Casino Esplanade建于1907年。
1922年，德国的第一批红绿灯设于施特凡广场，早于柏林的波茨坦广场。
汉堡地铁的U1线在此设有施特凡广场站。